# August Kugler
August Ludwig Kugler (* 12. Februar 1824 in Offenbach am Main; † 12. Juni 1892 ebenda) war ein deutscher Unternehmer und Politiker.

## Leben
August Kugler, Sohn des Handelsmanns Johann Wilhelm Kugler, studierte von 1840 bis 1844 Maschinenbau am Polytechnikum in Karlsruhe und wurde im Wintersemester 1843/44 Mitglied der Burschenschaft Teutonia. In den darauffolgenden Jahren bereiste er viele europäische Länder im Rahmen seiner Ausbildung. Ab 1851 war er Associé der Firma W. Kugler-Zinn und in 1862 und 1865 Abgeordneter bei den Deutschen Handelstagen in München. Im Jahr 1865 gründete er in Offenbach einen Bankverein und wurde dessen Direktor. Ebenfalls in Offenbach wurde er später Direktor des Gas- und Wasserwerks.
Kugler war Mitglied des Stadtrates in Offenbach. Von 1862 bis 1866 und von 1875 bis 1892 war er Abgeordneter im Hessischen Landtag, erst für die Hessische Fortschrittspartei und danach für die Nationalliberale Partei. Von 1879 bis 1892 war er Landtagspräsident. Von 1868 bis 1870 war er Mitglied des Zollparlaments für den Wahlkreis Hessen 5 (Offenbach, Dieburg).